# Melissa Petrén
Melissa Petrén (født 18. januar 1995) er en svensk håndboldspiller, som spiller i Ikast Håndbold og tidligere Sveriges kvindehåndboldlandshold.

## Karriere

### Klubhold
Petrén skiftede til den svenske ligaklub Lugi HF i sommeren 2015. Med Lugi vandt hun bronze ved det svenske mesterskab Svensk handbollselit i 2016 og 2017. I sæsonerne 2016/17 og 2017/18 deltog hun også i EHF Cup. I sæsonen 2018/19 var hun den sjette mest scorende spiller i den svenske liga med i alt 117 mål. Derefter kom hun skiftede hun til den storsatsende klub HH Elite i 2019. Der spillede hun i to sæsoner, inden hun skiftede til København Håndbold i sommeren 2021.

### Landshold
Petrén fik debut for det svenske A-landshold den 16. juni 2018, mod Ukraine. Hun scorede i alt 19 mål for Sverige ved VM i håndbold 2019 i Japan. Hun repræsenteret også det svenske kvindehåndboldhold ved Sommer-OL 2020 i Tokyo, hvor Sverige blev nummer fire.